# Coordinating Cat Control Council of Australia
Le Coordinating Cat Control Council of Australia (CCCA) est un registre d'élevage félin australien créé dans les années 1980. La création a débuté par de nombreuses rencontres avec les acteurs de l'élevage félin dès 1975. Le but du CCCA est de coordonner l'élevage de façon à permettre une uniformisation des standards et des expositions félines en Australie.

## Races reconnues
Les races reconnues par le CCCA sont divisées en quatre groupes. Le groupe 4 n'est pas à proprement parler une liste de race, puisqu'il compte uniquement les Domestic cats, à savoir le chat de gouttière.

### Groupe 1
- Birman
- Exotic shorthair
- Maine Coon
- Chat des forêts norvégiennes
- Persan
- Ragdoll
- Sibérien
- Angora turc
- Turc de Van

### Groupe 2
- Balinais
- Siamois
- Foreign white
- Oriental
- Peterbald

### Groupe 3
- Abyssin
- Burmese américain
- American Curl
- American Shorthair
- Australian Mist
- Bengal
- Bombay australien
- Bombay
- British Shorthair
- Burmese
- Burmilla
- Cornish Rex
- Devon Rex
- Mau égyptien
- Bobtail japonais
- La Perm
- Korat
- Mandalay
- Manx
- Munchkin
- Ocicat
- Bleu russe
- Scottish (oreille droite)
- Scottish Fold
- Selkirk Rex
- Singapura
- Snowshoe
- Somali
- Sphynx
- Tonkinois

### Groupe 4
- Chat de gouttière